# Le Voyage de Sahar
 (janvier 2020).
Albums
Le Pas du chat noir
(2001) The Astounding Eyes of Rita
(2009)
Le Voyage de Sahar est un album du joueur de oud tunisien Anouar Brahem, sorti en 2006 sur le label ECM. L'album a été enregistré à l’auditorium Radio Svizzera à Lugano en février 2005.

## Critique
La revue AllMusic de Thom Jurek a décerné 4 étoiles à l’album en indiquant que « Brahem a donné aux auditeurs une autre de ses offrandes merveilleuses, pleine de compositions trompeusement simples qui ouvrent sur un monde secret, un monde où la beauté est si présente qu’elle est presque inaccessible, et c'est à l’auditeur de remplir les espaces que lui offre ce remarquable trio ».

## Liste des pistes
(Toutes les compositions sont d'Anouar Brahem)
1. Sur le fleuve - 6:33
2. Le Voyage de Sahar - 6:55
3. L'Aube - 5:48
4. Vague / E la nave va - 6:19
5. Les Jardins de Ziryab - 4:34
6. Nuba - 3:12
7. La Chambre - 5:01
8. Cordoue - 5h30
9. Halfaouine - 2:06
10. La Chambre (var.) - 3:47
11. Zarabanda - 4:26
12. Été andalous - 7:05
13. Vague (var.) - 2:18

## Musiciens
- Anouar Brahem : oud
- François Couturier : piano
- Jean-Louis Matinier : accordéon